# 강재섭
강재섭(姜在涉, 1948년 3월 28일~)은 대한민국의 정치인이다. 5선 국회의원으로, 제13·14·15·16·17대 국회의원을 지냈다.
1988년 제13대 총선에서 전국구(민주정의당, 순번 32번) 의원으로 당선되었다. 이후 제14대 총선, 제15대 총선에서는 대구 서구 을 지역구에서, 제16대 총선, 제17대 총선에서는 대구 서구 지역구에서 당선되었다.
제17대 국회의원으로 한나라당 대표최고위원(2006. 7.~2008. 7.) 재임 중 치러진 2008년 4월 대한민국 제18대 국회의원 선거에서 선거에서 승리(전체 299석 중 153석 확보)하였다. 선거에는 불출마하였었다.
이후 2011년 4.27 재보선 경기 성남시 분당구 을 국회의원 선거에 출마하였으나 낙선하였다.

## 학력
- 대구삼덕국민학교 졸업
- 경북대학교 사범대학 부설중학교 졸업
- 경북고등학교 졸업
- 서울대학교 법과대학 법학 학사
- 국방대학교 행정학 학사
- 서울대학교 대학원 법학 석사

### 명예 박사 학위
- 2005년 전북대학교 명예 수의학 박사
- 2007년 금오공과대학교 명예 공학박사

## 경력
- ~1970년: 제12회 고등고시 사법과 합격
- 광주지방검찰청 검사
- 부산지방검찰청 검사
- 대구지방검찰청 검사
- 서울지방검찰청 검사
- 대한민국 육군 군법무관
- 대통령비서실 정무비서관
- 대통령비서실 법무비서관
- 국회 법제사법위원회 위원장
- 국회 정치개혁특별위원회 위원장
- 민주자유당 기획조정실장
- 민주자유당 대변인
- 민주자유당 총재비서실장
- 신한국당 원내총무
- 한나라당 원내대표
- 한나라당 대표최고위원
- 여의도연구원 이사장
- 2012년 2월~2017년 2월: 새누리당 상임고문
- 2017년 2월: 자유한국당 상임고문
- 미래통합당 상임고문
- 국민의힘 상임고문

## 역대 선거 결과
|  | 34.0% |

|  | 55.78% |

|  | 32.56% |

|  | 62.03% |

|  | 56.11% |

|  | 48.31% |

## 소속 정당
| 소속 정당 | 소속 정당  | 소속 기간 | 비고                |
| --------- | ---------- | --------- | ------------------- |
|           | 민주정의당 | 1988~1990 | 정계 입문           |
|           | 민주자유당 | 1990~1995 | 합당                |
|           | 신한국당   | 1995~1997 | 당명 변경           |
|           | 한나라당   | 1997~2012 | 합당                |
|           | 새누리당   | 2012~2017 | 당명 변경 정계 은퇴 |
|           | 자유한국당 | 2017~2020 | 당명 변경           |
|           | 미래통합당 | 2020      | 합당                |
|           | 국민의힘   | 2020~현재 | 당명 변경           |

## 논란
- 2007년 1월 여성 국회의원과 여기자 앞에서 문화일보의 만화인 〈강안남자〉의 주인공 조철봉이 섹스를 안한다며 섹스를 안하면 성기가 낙지같아진다고 발언하였다.[1]

## 같이 보기
- 대한민국 제13대 국회의원 선거 민주정의당 후보 목록#전국구
- 대구 서구의 국회의원
- 서구 (대구 선거구)
- 서구 을 (대구)